# Kodiak (Alasca)
Kodiak é uma cidade localizada no estado americano de Alasca, no Distrito de Kodiak Island.

## Demografia
Segundo o censo americano de 2000, a sua população era de 6334 habitantes.
Em 2006, foi estimada uma população de 6259, um decréscimo de 75 (-1.2%).

## Geografia
De acordo com o United States Census Bureau, a localidade tem uma área de 12,6 km², dos quais 9,0 km² cobertos por terra e 3,6 km² cobertos por água.

## Localidades na vizinhança
O diagrama seguinte representa as localidades num raio de 40 km ao redor de Kodiak.

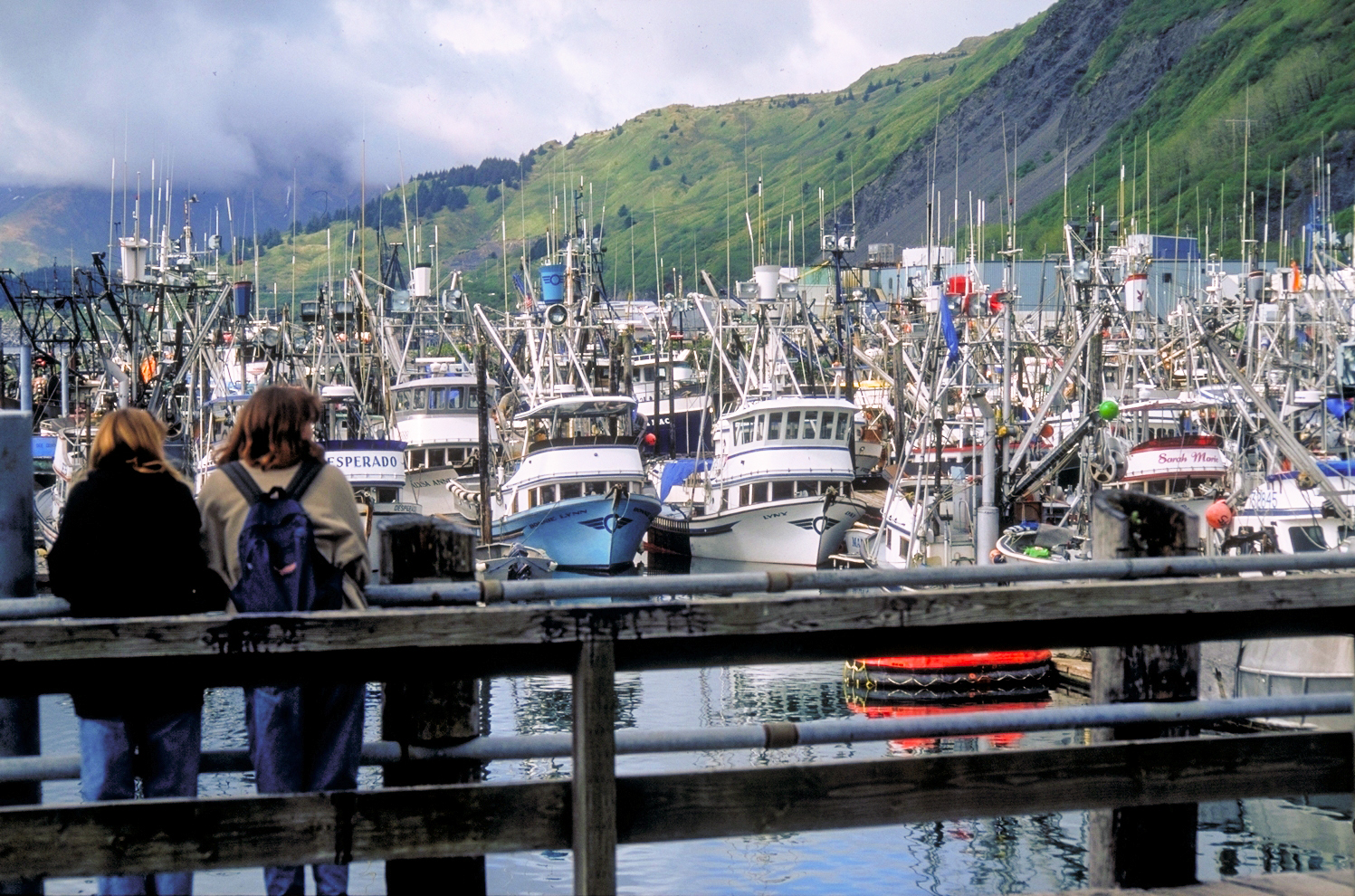
Porto de Kodiak
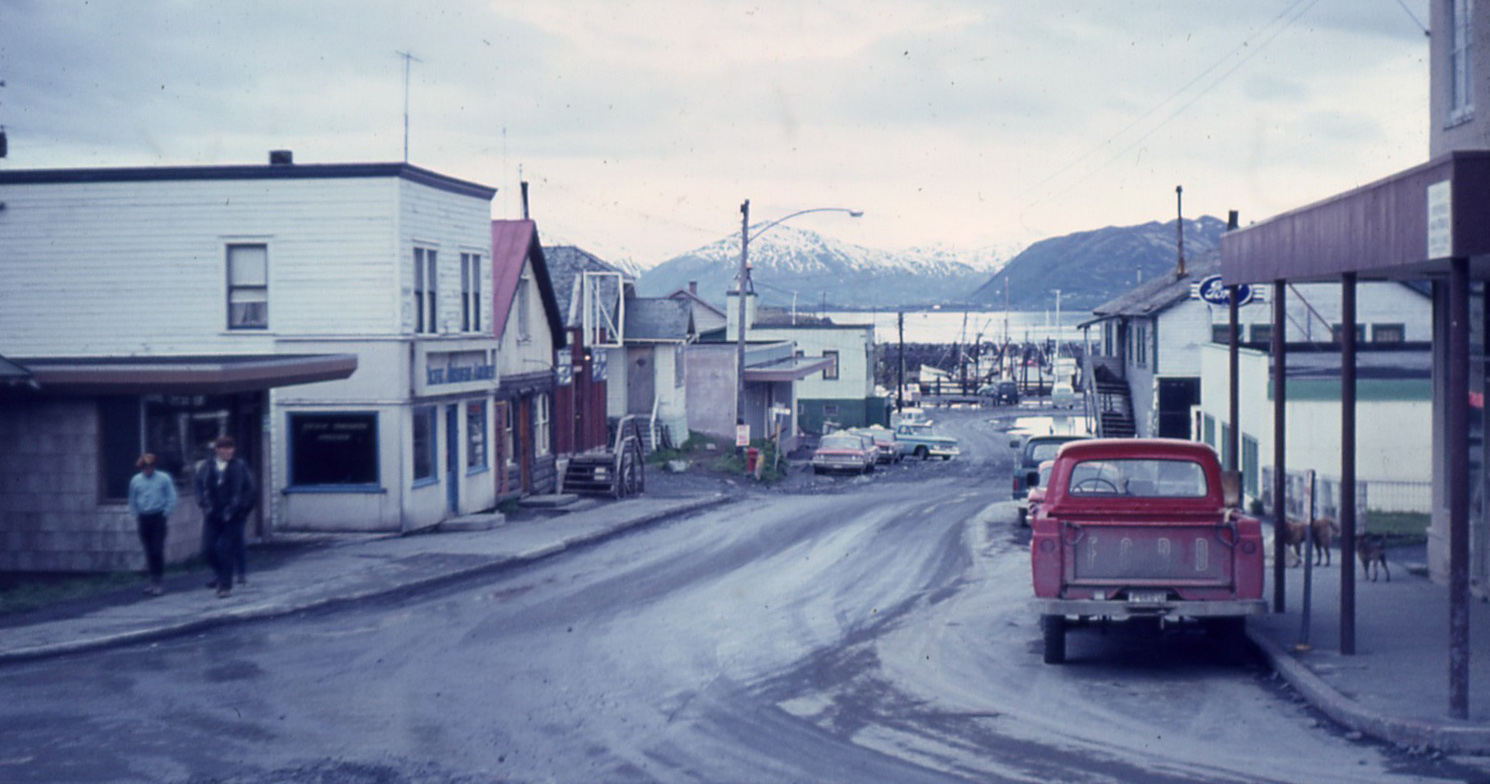
Kodiak em 1965
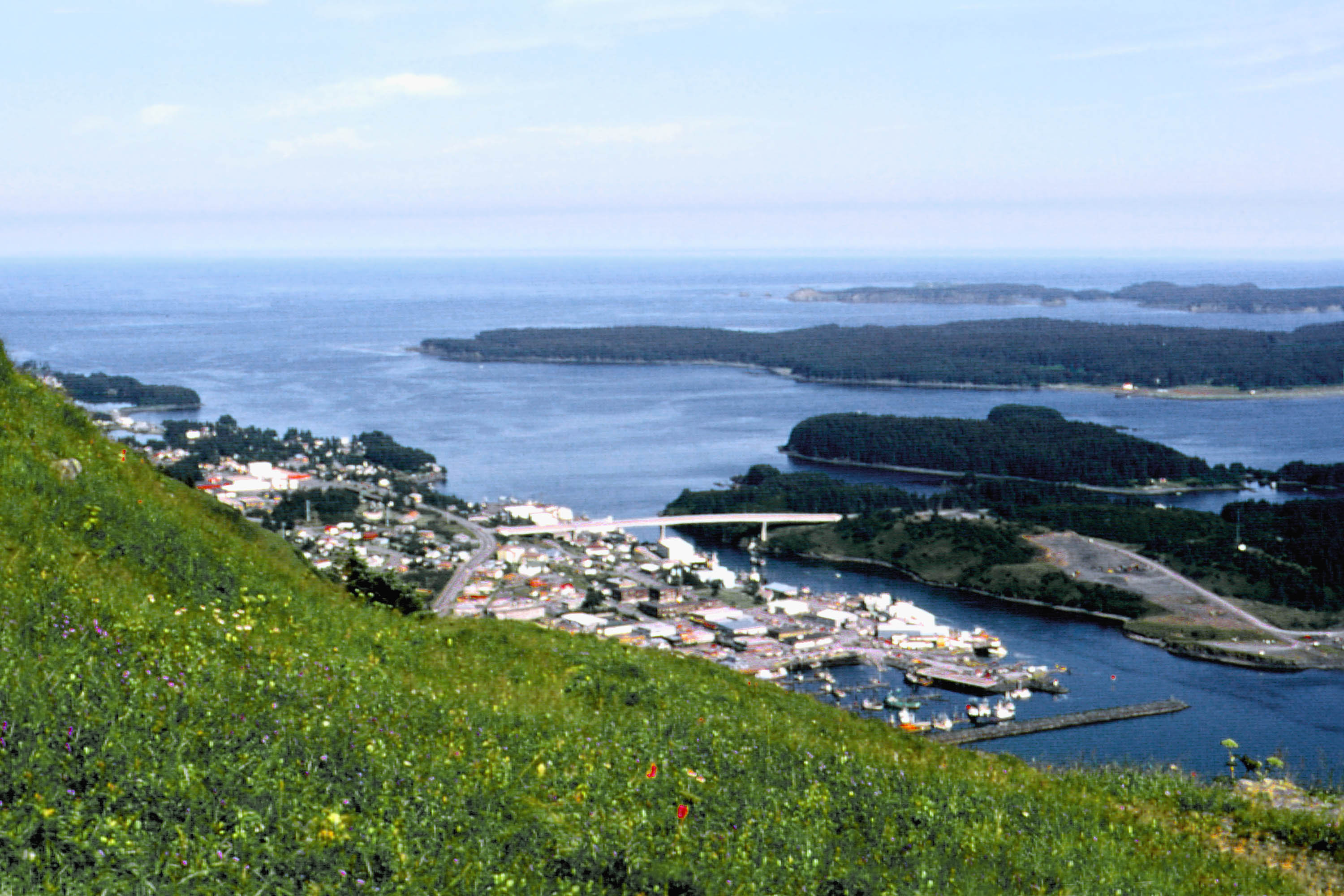
Kodiak (Alasca)